# Arquidiocese de Pequim
A Arquidiocese de Pequim (latim: Archidiœcesis Pechimensis, chinês: 天主教北京总教区) é uma arquidiocese da Igreja Católica Romana situada em Beijing, na República Popular da China. É fruto da elevação da diocese de Nanquim. Seu atual arcebispo é Joseph Li Shan, nomeado pelo Governo chinês e reconhecido pelo Papa. Sua Sé é a Catedral da Imaculada Conceição de Pequim (圣母无原罪主教座堂).

## História
Em 1289, Papa Nicolau IV enviou uma missão Franciscana para a região de Beijing, tendo como chefe Giovanni da Montecorvino, O.F.M., nomeado embaixador da Santa Sé junto ao Império Yuan, na época, governado por Kublai Khan. Em 1294, Montecorvino consegue autorização para evangelizar e construir igrejas na região. Em 1307, foi eregida a Arquidiocese de Cambalue, por bula do Papa Clemente V, tendo como seu primeiro arcebispo Giovanni da Montecorvino e mais vários bispos auxiliares. Após o fim da dinastia Yuan e as invasões turcas, em 1375, a arquidiocese foi suprimida, com a prisão do Arcebispo Guglielmo da Villanova. Nesse período, a Arquidiocese também foi o Patriarcado de Todo o Oriente, entretanto, apenas Giovanni da Montecorvino carregou o título de Patriarca.
Devido ao reflorescimento do catolicismo na China, fruto dos esforços de novos missionários (ex: Matteo Ricci) vindos da Europa, a diocese de Pequim foi restabelecida em 10 de abril de 1690 pela bula papal “Romanus Pontifex” do Papa Alexandre VIII, vinculado ao Padroado português no Oriente, a partir do vicariato apostólico de Nanquim, sufragânea da Arquidiocese de Goa. Surge pela necessidade de se dividir o território chinês, antes vinculado apenas à Diocese de Macau, em mais duas dioceses, sendo Pequim uma delas e Nanquim a outra.
Após disputas entre o Padroado e a Congregação de Propaganda Fide, a diocese foi transformada no vicariato apostólico de Chi-Li Setentrional, em 1856, desvinculando-se assim do Padroado português. Em 1924, teve seu nome alterado para vicariato apostólico de Pequim.
Em 11 de abril de 1946, o Papa Pio XII eleva o vicariato apostólico a Arquidiocese. Após a morte do Cardeal Thomas Tien Ken-sin, S.V.D., em 1967, não foram nomeados mais arcebispos para a Arquidiocese pelo Papa, devido ao regime comunista de Pequim, ficando a arquidiocese em sede vacante. Em 1979, Michael Fu Tieshan, que foi também líder da Associação Patriótica Católica Chinesa, foi nomeado Arcebipo de Pequim pelo Governo chinês, mas sem a aprovação da Santa Sé. Ele exerceu este cargo ilicitamente até 2007, quando ele morreu. Apenas em 2007, foi nomeado pela Arquidiocese e pelo Governo chinês, tendo a concordância e aprovação da Santa Sé, o arcebispo Joseph Li Shan. Porém, este novo arcebispo, devido ao apertado controlo e fortes pressões exercidas pela Associação Patriótica Católica Chinesa, começou aparentemente a apoiar a construção de uma Igreja católica chinesa independente da Santa Sé, causando grande confusão na comunidade católica de Pequim.

## Prelados

### Arcebispos de Cambalue
- Patriarca Giovanni da Montecorvino, O.F.M. (若望‧孟高维诺) (1307 - 1328), patriarca de Todo o Oriente
  - Andreuccio da Assisi, O.F.M. (1307), bispo-auxiliar
  - Nicolò da Banzia, O.F.M. (1307), bispo-auxiliar
  - Ulrico da Seyfridsdorf, O.F.M. (1307), bispo-auxiliar
- Nicolas da Botras, O.S.F. (尼古拉) (1333 - 1338)
  - sem informações
- Guglielmo da Villanova, O.F.M. (1370), capturado pelos turcos

### Bispos de Pequim

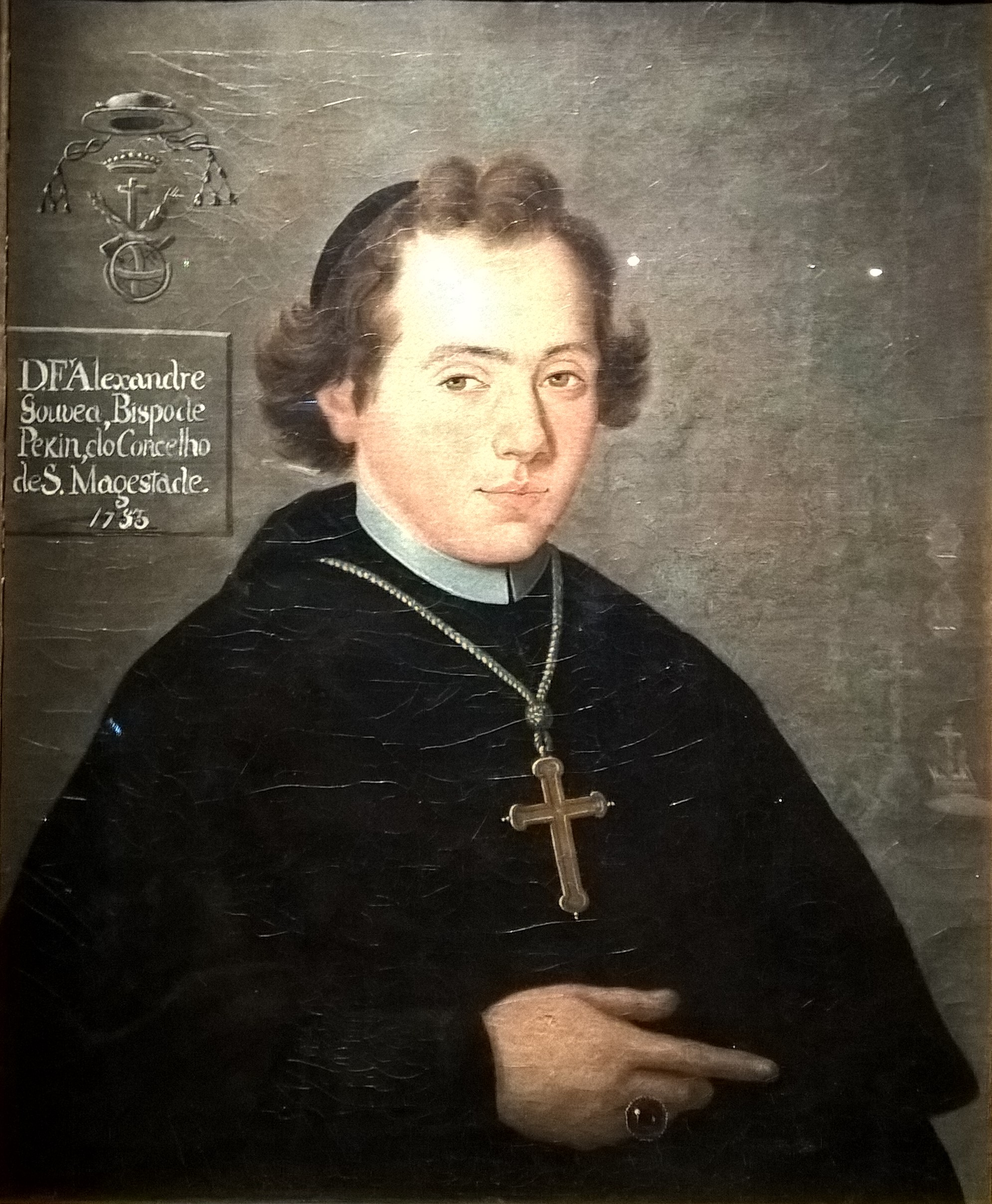
Retrato de D. Frei Alexandre Gouveia, óleo sobre tela de Joaquim Manuel Rocha e Joaquim Leonardo Rocha, em data desconhecida (1782?), depósito do Museu de Évora na Fundação Oriente.

- Frei Bernardino della Chiesa, O.F.M. (1690 - 1721)
- Frei Francisco da Purificação, O.E.S.A. (1724 - 1734)
  - António dos Reis (não aceitou o bispado)
- Policarpo de Sousa, S.J. (1738 - 1756)
  - sede vacante (1756 - 1779)
- Flaviano Giacomo Stefano Salustri, O.E.S.A. (1779 - 1782)
  - João Francisco (não aceitou o bispado)
- Frei Alexandre de Gouveia, T.O.R. (1782 - 1808)
- Joaquim de Sousa Saraiva, C.M. (1804 - 1818), não pode entrar na China
  - Veríssimo Monteiro da Serra, C.M. (não foi confirmado)
  - Caetano Pires Pereira, C.M. (1827 - 1838), administrador apostólico
  - João de França Castro e Moura (1841-1847) (não foi confirmado)
- Joseph-Martial Mouly, C.M. (孟振生) (1846 - 1856), administrador apostólico, depois nomeado bispo de Pequim em 1856

### Vigários Apostólicos de Chi-li Setentrional
- Joseph-Martial Mouly, C.M. (孟振生) (1856 - 1868)
- Edmond-François Guierry, C.M. (蘇鳳文 / 蘇發旺) (1868 - 1870)
- Louis-Gabriel Delaplace, C.M. (田嘉璧 / 田類斯) (1870 - 1884)
- François-Ferdinand Tagliabue, C.M. (戴世濟 / 戴濟世) (1884 - 1890)
- Jean-Baptiste-Hippolyte Sarthou, C.M. (郁世良 / 都士良) (1890 - 1899)
- Pierre-Marie-Alphonse Favier, C.M. (樊國樑) (1899 - 1905)
- Stanislas Jarlin, C.M. (林懋德) (1905 - 1924)

### Vigários Apostólicos de Pequim
- Stanislas Jarlin, C.M. (林懋德) (1924 - 1933)
- Paul Leon Cornelius Montaigne, C.M. (满德胎) (1933 - 1946)

### Arcebispos de Pequim
- Thomas Cardeal Tien Ken-sin, S.V.D. (田耕莘) (1946 - 1967)
  - sede vacante (1967 - 2007)
  - Joseph Yao Guang-yu (1959 - 1964), sem mandato papal.
  - Michael Fu Tieshan (1979 - 2007): nomeado ilicitamente pelo Governo chinês, sem a aprovação da Santa Sé.
  - Matthias Pei Shang-de (1989 - 2001), clandestino, sem aprovação da Santa Sé
- Joseph Li Shan (2007 - atual)